# Barichneumon danieli
Barichneumon danieli là một loài tò vò trong họ Ichneumonidae.